# Jakob Elsenwenger
Jakob Elsenwenger (* 1992 in Salzburg) ist ein österreichischer Schauspieler.

## Leben
Jakob Elsenwenger wuchs in der Nähe von Salzburg auf. Im Alter von sieben Jahren ging er zum Vorsprechen für die Theaterkinder des Salzburger Advents, wo er bis 2011 Ensemblemitglied war. Außerdem spielte er in der Theatergruppe TriLenz. Mit 19 Jahren begann er eine Schauspielausbildung am Schauspielhaus Salzburg, unter anderem war er dort 2013 in Tintenblut, 2014 in Die heilige Johanna der Schlachthöfe und Der Wunschpunsch, 2015 in SonderBar, in Little Brother und als Maik in Tschick zu sehen. Ab September 2014 spielte er in Die unglaubliche Tragödie von Richard III. am von Michael Niavarani gegründeten Globe Wien.

### Theater der Jugend
Am Theater der Jugend verkörperte er in der Saison 2015/16 die Titelrolle in Human being Parzival, außerdem spielte er die Rolle des Ste in der Bühnenfassung von Beautiful Thing von Jonathan Harvey. In der Saison 2016/17 war er am Theater der Jugend in der Titelrolle in der Bühnenfassung von Patricia Highsmiths Roman Der talentierte Mr. Ripley sowie als Peter Pan zu sehen. In der Saison 2017/18 stand er am Theater der Jugend in der Titelrolle von Der fantastische Mr. Fox und als Hamlet auf der Bühne, in der Spielzeit 2018/19 als Raskolnikow in Schuld und Sühne sowie als Glatzen-Per in Ronja Räubertochter und in der Titelrolle von Robin Hood von Thomas Birkmeir.

### Theater in der Josefstadt
Seit der Saison 2019/20 gehört er zum Ensemble am Theater in der Josefstadt. In der Uraufführung der Bühnenfassung des Kinofilms Die Migrantigen von Arman T. Riahi, Aleksandar Petrović und Faris Endris Rahoma an den Wiener Kammerspielen im September 2019 übernahm er die Rolle des Marko Bilic / Tito. Im September 2021 feierte er an der Josefstadt mit der Dramatisierung des Romans Der Weg ins Freie von Arthur Schnitzler als Josef Rosner Premiere.

## Auszeichnungen und Nominierungen
- Nestroy-Theaterpreis 2017 – Nominierung in der Kategorie Bester Nachwuchs – männlich für die Titelrolle in Der talentierte Mr. Ripley am Theater der Jugend

## Filmografie (Auswahl)
- 2015: Die Begleitung (Kurzfilm)
- 2015: SOKO Donau – Gewissenlos (Fernsehserie)
- 2017: Tatort: Schock (Fernsehreihe)
- 2017: SOKO Kitzbühel – Liebe bringt den Tod (Fernsehserie)
- 2018: SOKO Donau – Die Bienenkönigin (Fernsehserie)
- 2021: SOKO Donau – Klassenkampf (Fernsehserie)
- 2022: SOKO Linz – Schöpfung 2.0 (Fernsehserie)
- 2024: Vienna Blood – Mephisto (Fernsehreihe)